# Litoria umbonata
Litoria umbonata es una especie de anfibio anuro de la familia Pelodryadidae.

## Apariencia
La rana adulta macho es 2.8 a 3.6 de largo y la hembra 3.1 a 4.2 cm de largo.  Tiene algunas correas en sus patas delanteras y más correas en sus patas traseras. Tiene dientes de vomerina en la mandíbula superior. Es de color crema o marrón.

## Distribución geográfica
Esta especie es endémica del oeste de Nueva Guinea en Indonesia. Habita a unos 1600 m de altitud en el valle de Baliem en la provincia de Papua.

## Publicación original
- Tyler & Davies, 1983 : A New Species of Litoria (Anura : Hylidae) from Irian Jaya, New Guinea. Copeia, vol. 1983, n.º 3, p. 803-808.[8]